# قائمة ولاة العراق الإلخانيين
هذه قائمة ولاة العراق الإلخانيين الذين حكموا بغداد ضمن الدولة الإلخانية المغولية بعد سقوط بغداد على يد هولاكو عام 1258م ومقتل الخليفة العباسي المستعصم بالله. عُرف منصب حاكم بغداد في هذا العهد بأسماءٍ عدة منها الوالي والوزير وحتى لقب الملك لكن أشهرها كان صاحب الديوان.

## لمحة تاريخية
بعد استتباب سيطرة هولاكو على كامل العراق ومركزه مدينة بغداد غادر إلى فارس ونصب على بغداد حامية مغولية وعلى رأسها إدارة محلية تألفت من كبار الموظفين في الدولة العباسية السابقة من المتعاونين مع المغول.

## القائمة
| ترتيب | الوالي                                          | المدة                              | ملاحظات | الخان         |
| ----- | ----------------------------------------------- | ---------------------------------- | --- | ------------- |
| 1     | عز الدين أبي الفضل العلقمي                      | من: 656هـ/ 1258م حتى: 657هـ/ 1259م | هو ابن مؤيد الدين العلقمي وزير المستعصم بالله ولاه هولاكو الوزارة وكان حاكمًا بالاسم فقط حتى وفاته. | هولاكو        |
| 2     | علاء الدين عطا ملك الجويني                      | من: 657هـ/ 1259م حتى:662هـ/ 1264م  | في عهده انقطع استعمال البغداديين في الدواوين الحكومية والصناع وعين الفرس والمغول بدلًا منهم. ساءت علاقته بهولاكو فأمر بأن تحلق لحيته عقابًا له. ثم عادت الأمور بينهما الى طبيعتها قبل أن يقبض عليه قائد الحامية المغولية قرابوقا بتهمة الخيانة ويرسله الى هولاكو. | هولاكو        |
| 3     | قرابوقا                                         | 662هـ/ 1264م                       | كان بمنصب شحنة بغداد (قائد الحامية المغولية) فعزل واليها السابق وحل محله لكن هولاكو لم يقبل بفعله وأمر بقتله. | هولاكو        |
| 4     | علاء الدين عطا ملك الجويني (المرة الثانية)      | من: 662هـ/ 1264م حتى:680هـ/1281م   | أعيد الى منصبه. | هولاكو        |
| 4     | علاء الدين عطا ملك الجويني (المرة الثانية)      | من: 662هـ/ 1264م حتى:680هـ/1281م   | أقره الخان الجديد على بمنصبه قبل أن يعزله ويقبض عليه. | أباقا خان     |
| 5     | مجد الملك                                       | من: 680هـ/1281م حتى:681هـ/1282م    | عزل بعد وفاة أباقا خان. | أباقا خان     |
| 6     | علاء الدين عطا ملك الجويني (المرة الثالثة)      | من: 681هـ/1282م حتى:683هـ/1283م    | توفي في المنصب. | أحمد التكودار |
| 7     | شرف الدين هارون الجويني                         | من: 683هـ/1283م                    | ابن أخ عطا ملك الجويني. | أحمد التكودار |
| 8     | اروق بن اباقا بن هولاكو                         | من: 683هـ/1283م حتى:685هـ/1286م    | عينه أرغون بعد هزيمة الخان أحمد. | أرغون خان     |
| 9     | عز الدين الأربلي                                | من: 685هـ/1286م حتى:686هـ/1287م    | فوضه أروق على العراق. | أرغون خان     |
| 10    | ناصر الدين قتلغ شاه بن سنجر                     | 686هـ/1287م                        | هو مملوك عطا ملك الجويني. | أرغون خان     |
| 11    | سعد الدولة بن صفي                               | 686هـ/1287م                        | هو من أصل يهودي. | أرغون خان     |
| 12    | شرف الدين محمد بن أحمد السمناني                 | من: 686هـ/1287م حتى:688هـ/1289م    | عين بالمنصب على أن يكون سعد الدولة مشرفًا عليه. | أرغون خان     |
| 13    | سعد الدولة بن صفي (المرة الثانية)               | من: 688هـ/1289م حتى:690هـ/1291م    | أعيد للمنصب وبقي فيه الى أن قتل. | أرغون خان     |
| 14    | جمال الدين الدستجرداني                          | من: 690هـ/1291م حتى:693هـ/1294م    | | كيخاتو خان    |
| 15    | شمس الدين محمد التركستاني                       | 693هـ/1294م                        | | كيخاتو خان    |
| 16    | إمام الدين يحيى القزويني وفخر الدين الرازي      | من: 693هـ/1294م حتى:694هـ/1295م    | فوض إليهما أمر العراق بشكل مشترك. | كيخاتو خان    |
| 17    | جمال الدين الدستجرداني (المرة الثانية)          | من: 693هـ/1294م حتى: 694هـ/1295م   | | كيخاتو خان    |
| 18    | محمد السكورجي                                   | 694هـ/1295م                        | | بايدو خان     |
| 19    | جمال الدين الدستجرداني (المرة الثالثة)          | 694هـ/1295م                        | | بايدو خان     |
| 20    | شرف الدين محمد بن أحمد السمناني (المرة الثانية) | 695هـ/1295م                        | سيطر الأمير بوغولدارعلى بغداد بأمر من غازان وعين شرف الدين عليها. | غازان         |
| 21    | جمال الدين الدستجرداني (المرة الرابعة)          | من: 695هـ/1295م حتى: 695هـ/1296م   | بقي في النصب إلى أن عينيه غازان في منصب مشرف الممالك. | غازان         |
| 22    | عز الدين الدستجرداني                            | من: 695هـ/1295م حتى: 696هـ/1297م   | عينه أخوه نائبًا عنه في العراق. | غازان         |
| 23    | إمام الدين يحيى القزويني (المرة الثانية)        | من: 696هـ/1297م حتى: 700هـ/1300م   | بقي في المنصب حتى وفاته. | غازان         |